# Daddy and the Muscle Academy
Daddy and the Muscle Academy es una película documental finlandesa de 1991 dirigida y escrita por Ilppo Pohjola. El documental se centra en la vida y obra de Tom of Finland, el seudónimo del artista erótico gay finlandés Touko Laaksonen.

## Sinopsis
Daddy and the Muscle Academy se centra en la vida y la obra de Tom of Finland, el seudónimo del artista Touko Laaksonen, cuyas ilustraciones homoeróticas de hombres masculinos producidas a mediados del siglo XX influyeron significativamente en la cultura gay. El documental se produjo en los años inmediatamente anteriores a la muerte de Laaksonen en 1991 y presenta entrevistas con el artista, así como una retrospectiva de sus ilustraciones. Las personas que han sido influenciadas por la obra de arte de Laaksonen, en particular Etienne, Nayland Blake, Durk Dehner y Bob Mizer, también aparecen como sujetos de entrevista.

## Producción y lanzamiento
Daddy and the Muscle Academy fue escrita y dirigida por Ilppo Pohjola, producida por Kari Paljakka y Álvaro Pardo, filmada por Kjell Lagerroos y editada por Jorma Höri. La película fue producida por Filmitakomo e Yleisradio, y distribuida por Kristallisilmä. La banda sonora de la película fue producida por el compositor Elliott Sharp; Sharp comentó que Pohjola le dio "algunas pautas y sugerencias vagas", pero le dejó "gran libertad" para componer la banda sonora, que consistía principalmente en guitarra procesada electrónicamente.
La película se estrenó en 1991 en el Festival Internacional de Cine de Helsinki. Se ha transmitido varias veces en la televisión finlandesa, la más reciente en 2019 en Yle Teema & Fem, con cortes de censura de alrededor de tres minutos. La película fue restaurada en 2017 y lanzada, con segmentos de entrevistas sin editar, por Kino Lorber en Blu-ray.

## Recepción
Escribiendo para The Spool, el crítico B.L. Panther cita a Daddy and the Muscle Academy como un ejemplo de new queer cinema a través de sus "imágenes seculares-sexuales provocativas", narrativa no lineal y celebración de "una cultura queer con una historia", escribiendo que la película da un "sentido claro de cómo los hombres gay usarían, enviarían, prestarían y compartirían estas revistas para ver erótica masculina gay, que, de manera profunda, los hizo sentir vistos".
En los premios Jussi de 1992, el equipo de Daddy and the Muscle Academy recibió un premio especial.